# Avenida Mauro Ramos (Florianópolis)
A Avenida Mauro Ramos é uma avenida de Florianópolis, Santa Catarina. É uma das mais importantes vias do Centro, interligando a Baía Sul à Baía Norte.

## Histórico
É denominada em memória do então prefeito de Florianópolis, Mauro de Oliveira Ramos, que abriu o último trecho da avenida durante sua administração, de 19 de julho de 1937 a 3 de dezembro de 1940. Inicialmente se chamava rua das Olarias, devido à presença de olarias no sopé do Morro da Cruz, e também Rua Sebastião Braga, a partir de 1885, e Rua José Veiga, de 1898 até a década de 1930.
Importantes prédios já existiam desde antes da rua José Veiga se tornar a Avenida Mauro Ramos: o Schützenverein zu Florianópolis - conhecida como Sociedade dos Atiradores do Tiro Alemão, o Tiro de Guerra 40, formado por futuros reservistas do exército nacional, e o Asilo de Mendicidade Irmão Joaquim. Outro ponto importante também já estava estabelecido desde 1930: o Estádio Adolfo Konder, o famoso Campo da Liga, onde jogavam os times da capital catarinense antes de ter seus estádios próprios.
Em construção desde a década de 1950, em 1964 foi inaugurado na avenida o Instituto Estadual de Educação, o maior colégio público da América Latina. Dois anos antes, em 1962, a Escola Industrial, que depois de 1968 passou a se chamar Escola Técnica Federal (ETF-SC), também havia se instalado ali. No local hoje fica o maior campus do Instituto Federal de Santa Catarina, sucessor da ETF-SC. O Campo da Liga deu lugar ao Beiramar Shopping, que foi o primeiro shopping center de Florianópolis, na década de 1980.

## Características
Com duas pistas de rolamento com duas faixas cada, divididos por um pequeno canteiro, a Mauro Ramos é a maior das vias que atravessam o Centro na direção Norte-Sul, sendo uma das principais rotas de transporte público. Possui um comércio local ativo, além de vários pontos de interesse como o Beiramar Shopping, o Hotel Majestic, o Instituto Estadual de Educação, o Campus Florianópolis do Instituto Federal de Santa Catarina e a Catedral da Fé da Igreja Universal.
Na Mauro Ramos também fica a Praça Etelvina Luz, onde se localiza o Banco Redondo, um famoso e folclórico ponto de referência da cidade.